# Shake It Out
Shake It Out est une chanson du groupe indie rock anglais Florence and the Machine, sorti comme premier single de leur deuxième album studio, Ceremonials. Elle est écrite par Florence Welch et Paul Epworth, tandis que sa production est confiée à Epworth. Le single sort en Australie le 14 septembre 2011, puis au Royaume-Uni et aux États-Unis. Un clip vidéo accompagnant la chanson est mis en ligne le 19 octobre suivant.
Shake It Out est une chanson pop baroque et indie rock avec des éléments de gospel, accompagnée d'orgues et de tambourins. La chanson est favorablement reçue par les critiques musicaux qui louent les performances vocales de Welch et son caractère d'hymne. Elle est nommée dans la catégorie « meilleure performance pop pour un duo ou un groupe » lors de la 55e édition des Grammy Awards.

## Écriture
Shake It Out est écrite par Florence Welch et Paul Epworth, ce dernier étant également producteur de la chanson. Le titre est enregistré aux studios Abbey Road à Londres, où Florence and the Machine achève l'enregistrement de son deuxième album. Le 14 septembre 2011 sur Xfm, à l'occasion de la première présentation du titre issu de l'album Ceremonials, Welch décrit le processus d'écriture de la chanson qu'elle compare à un bon remède contre la gueule de bois : « Je voulais juste me débarrasser de quelque chose, me débarrasser de ces regrets, me débarrasser de ces choses qui vous hantent [en anglais : I wanted to just shake something out, shake out these regrets, shake out these things that haunt you]. C'est l'une de ces chansons qui viennent en une demi-heure et quand tu as la gueule de bois, c'est comme un remède contre la gueule de bois. »,. 
Lors d'une interview avec MTV News, Welch détaille l'enregistrement de Shake It Out : « Je crois que je suis venue au studio avec un peu la gueule de bois, et c'était l'un de ces jours étranges où tu ne sais pas vraiment d'où sort une chanson. [Le producteur] Paul [Epworth] vient de jouer ces accords sur l'orgue, et ils sonnent à la fois optimistes et tristes. Et je pensais aux regrets, par exemple lorsque tu te sens coincé en toi-même, que tu continues à répéter certains comportements, et tu souhaites te débarrasser de cette part de toi et redevenir toi-même. […] Donc, cette chanson était un peu comme : « Secoue-toi, tout ira bien » [en anglais : Shake yourself out of it, things will be OK]. [Parce que] parfois je dois écrire des chansons pour moi, me rappelant de laisser couler. Mais ensuite, le dernier refrain avec « What the Hell » est aussi très important, parce qu'un jour tu danseras avec le diable à nouveau et ce sera peut-être amusant. J'ai entendu dire qu'il fait un très bon foxtrot. »,.

## Composition
Shake It Out est une chanson de quatre minutes et demi de pop baroque, pop gothique et indie rock.
Dans Spin, Marc Hogan estime que la chanson contient une « pop teintée de gospel, avec des orgues et des tambours battants préparant une scène cathartique pour les chants ardents de Welch » lorsque Welch chante « It's hard to dance with the devil on your back. So shake him off! » (« C'est difficile de danser avec le diable sur ton dos. Alors secoue-le ! »). Robert Copsey de Digital Spy relève que « les tambours terreux sont habillés avec des cloches et tambourins avant que Flo[rence] chante :  « Shake it out, shake it out, ooh-waaoah! » lors du refrain anthémique et dangereusement addictif de la chanson »,. Alex Young de Consequence of Sound conclut que la chanson « se construit pendant environ 37 secondes avant qu'un tambour vibrant n'arrive ».
Également sur Digital Spy, Lewis Corner voit dans Shake It Out des références à « l' exorcisme des démons et des regrets avec un fond d'orgues d'église du village, des bruits sourds ritualistes et des tintements signés du faiseur de hit d'Adele Paul Epworth »,. Pour Ryan Dombal de Pitchfork, les paroles évoquent le fait de « laisser ses problèmes derrière soi »,. Genevieve Koski du A.V. Club parle d'une « thérapie de gospel pop vivifiante »,.

## Sortie et remix
Après l'interview avec Xfm, Shake It Out est diffusée pour la première fois sur cette radio. Le single sort au en téléchargement en Australie le 14 septembre 2011 et au Royaume-Uni le 2 octobre. Aux États-Unis le single sort sous le label Universal Republic Records le 11 octobre.
L'illustration de couverture, pour le single et la version vinyle, est photographiée par Karl Lagerfeld,. Welch y est « allongée lascivement contre un arrière-plan gris, vêtue d'une robe blanche faisant équipe avec un rouge à lèvres rouge et des smoky eyes », comme le décrit Belfast Telegraph,.
Un remix de la chanson est réalisé par The Weeknd. Deux semaines après l'annonce du remix par Florence and the Machine sur son site officiel, celui-ci fait ses débuts dans l'émission de Zane Lowe sur Radio 1 le 26 septembre.

## Accueil

### Réception critique
Lors de sa sortie, Shake It Out est saluée par la critique. 
De nombreux critiques musicaux évoquent le caractère d'hymne de la chanson. Le Huffington Post qualifie la chanson d'« hymne parfait pour la fin de l'été », concluant en se référant aux commentaires de Welch sur son enregistrement : « sérieusement, si vous pouvez obtenir quelque chose comme ça d'une gueule de bois, tant mieux pour vous »,. Pour Theo Spielberg de Spiner, la chanson commence par des sons d'orgues puis « atteint rapidement son rythme de croisière, déploie ses ailes et s'installe confortablement dans une atmosphère de la taille d'un stade »,. Dombal dans Pitchfork fait également référence à un hymne pour les stades. Alex Young du site Consequence of Sound estime que la chanson à l'allure d'un hymne et conclu que « le refrain et ses chœurs prennent le dessus et nous gardent sous leurs charme pour les trois minutes restantes »,.
Pour Pitchfork, Carrie Battan sélectionne la chanson comme « meilleure nouvelle piste », considérant qu'il s'agit d'un « énorme hymne » (encore davantage que les singles de Lungs) : « De toute évidence, [Welch] a de nombreuses cordes à son arc mais Shake It Out révèle que l'adrénaline est sa plus puissante »,. Will Hermes de Rolling Stone qualifie la chanson de « puissante » et compare le chant de Welch à celui de Glinda dans Wicked. Kyle Anderson d'Entertainment Weekly commente : « L'âme de Welch est constamment en danger, l'obligeant à danser loin des démons » dans cette chanson « rythmnée, réjouissante »,. Gordon Smart du Sun décrit la chanson comme « gothique et envoûtante », tandis que Richard Smirke de Billboard qualifie la chanson de « numéro pop-rock entraînant dans l'esprit de Dog Days Are Over (en) »,. Dans le même magazine, Jillian Mapes estime que « l'attrait goth-pop de Welch est résumé dans le refrain du dramatique premier single de l'album : « It's hard to dance with the devil on your back, so shake him off » »,. Les Inrockuptibles évoquent « un single au refrain intense comme l'aurore ».
À propos du refrain, Barry Nicolson de NME conclut que le chœur de la chanson « s’annonce avec une immensité soudaine et accablante comparable à la couche de glace en train d’être pulvérisées par un énorme marteau. C'est comme si l'autoproclamée Lady of Shalott indie avait découvert comment exprimer ses sentiments à travers un mégaphone »,. Émilie Côté pour La Presse parle d'un « titre magnétique où Florence Welch semble chanter en haut d'une montagne telle une sorcière ».
Rebecca Nicholson du Guardian écrit que la dynamique de Shake It Out passe rapidement du « calme au fort au plus fort au vraiment fort » en faisant une chanson parfaite pour un gagnant de The X Factor,. Dans les pages de Dose, Leah Collins compare la chanson au précédent morceau du groupe What the Water Gave Me du groupe, évoquant la voix « coup de canon » de Welch. Selon Robert Copsey de Digital Spy, il est possible d'imaginer « entendre [la chanson] aussi bien dans Glee que sur NME Radio, ce qui suffit à en faire un futur classique »,. Il considère d'ailleurs Shake It Out comme une parfaite introduction à l'album.
La chanson est souvent citée comme l'un des titres phare de l'album Ceremonials. Anderson d'Entertainment Weekly, Corner de Digital Spy et Andy Gill du Independent listent la chanson parmi les pistes à télécharger de l'album. Dans sa critique de l'album, Matthew Cole de Slant Magazine note que les quatre premières chansons de l'album en sont les meilleures, notamment « l'hymne instantanément gratifiant Shake It Out »,. Laura Foster du magazine Clash écrit que la chanson est l'un des six hymnes « massifs » de Ceremonials.
Lors des NME Awards du 29 février 2012, Shake It Out remporte le prix de la « meilleure piste ». La chanson est également nommée aux Grammy Awards 2012 dans la catégorie « meilleure performance pop pour un duo ou un groupe ».

### Accueil commercial
La chanson débute en 36e position du Billboard Adult Pop Songs le 22 novembre 2011. Au Billboard Hot 100, Shake It Out atteint la 72e place lors de la semaine se terminant le 18 mars 2012 2012. Shake It Out s'est vendue à plus d'un million d'exemplaires numériques aux États-Unis (chiffres d'octobre 2012).
Au Royaume-Uni, le single devient le quatrième top 20 de Florence and the Machine dans le classement des ventes de singles après 'Rabbit Heart (Raise It Up), You Have Got Love et You Have Got Dirty Love.[réf. nécessaire] Le single atteint la 12e place des ventes au Royaume-Uni en 2011 et se vend à plus de 598 000 exemplaires (ventes et streaming).

## Clip

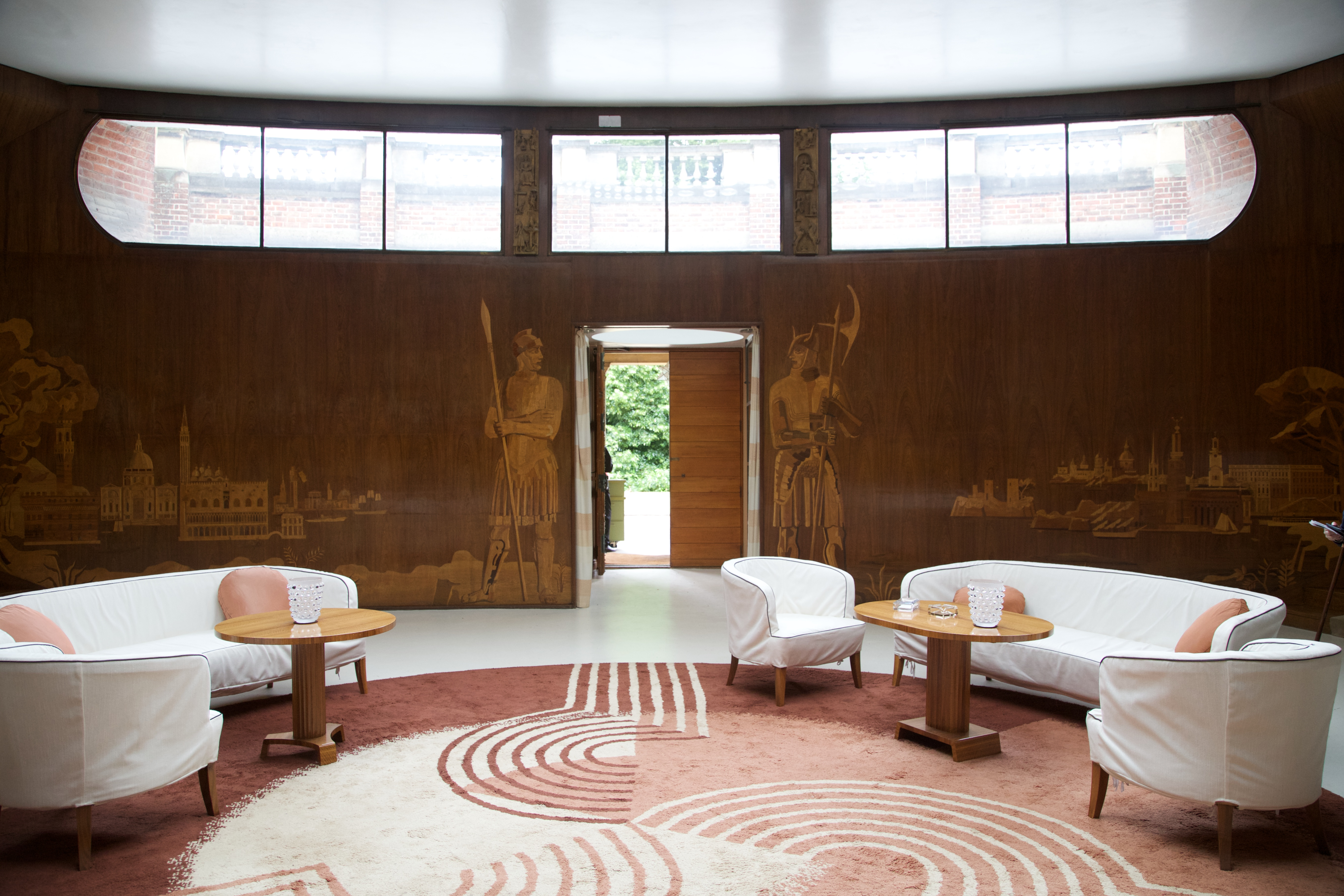
Une Partie du clip se déroule dans l'entrée de l'Eltham Palace.

Le 3 octobre 2011, le clip de Shake It Out est publiée sur la chaîne YouTube officielle du groupe. Il est réalisé par Dawn Shadforth (en) (qui avait précédemment réalisé le clip de Drumming Song) et est tourné au sein de l'Eltham Palace à Londres,.
Dans le clip, Welch participe à un bal masqué des années 1920 évoquant des œuvres telles que Eyes Wide Shut,, Gatsby le Magnifique et The Lady of Shalott. Welch a décrit la vidéo en ces termes : « Pensez à une soirée costumée psychédélique des années 1920 avec une touche démoniaque. La possession rencontre Gatsby le Magnifique »,. Elle ajoute : « Nous voulions en quelque sorte une fête du style Gatsby au West Egg, mais peut-être avec des séances de spiritisme et des murmures légèrement rituels et sataniques. C'était une vidéo tellement amusante à tourner, particulièrement pour moi, car j'avais tous mes amis là-bas, et ils sont tous venus et nous avons tous pu nous habiller et faire une séance informelle dans ce magnifique manoir Art déco »,.
Michael Roffman de Consequence of Sound compare la vidéo à celles de Madonna en raison de « la cinématographie floue et de la théâtralité à l'allure d'une chorale »,. Plusieurs journalistes comparent également le clip avec les vidéos d'Annie Lennox, notamment Walking on Broken Glass (en),. Kyle Anderson d'Entertainment Weekly fait l' éloge de la vidéo qu'il qualifie d'« explosion en technicolor de cinq minutes », notant le sens de la mode et les références à Eyes Wide Shut. Dans Billboard RJ Cubarrubia écrit que « bien que la vidéo paraisse un peu sombre et mystique, comme la réunion d'une société secrète avec des masques troublants et une Welch légèrement possédée, l’atmosphère est finalement joyeuse et inspirante, avec les invités et Welch débordant visiblement de joie à la fin de la vidéo »,. Le critique de Spin Marc Hogan ajoute que « la vidéo n'a pas l'intrigue la plus claire qu'il soit, [mais] elle dépeint Florence Welch danser avec des hommes masqués, vêtus formellement, un visuel qui suscite des comparaisons avec l'orgie chic de Stanley Kubrick dans Eyes Wide Shut, mais aucune bacchanale ne se produit. À la place, une Welch s'échappe dans les bois vêtue de blanc, tandis qu'une autre vêtue de rouge fait la fête à l'intérieur avec des personnes suspectes chantant « Je suis damnée si je le fais, et je suis damnée si je ne le fais pas » (« I'm damned if I do, and I'm damned if I don't ») »,.

## Pistes
| 1. | Shake It Out | 4:37 |

| 1. | Shake It Out                            | 4:37 |
| 2. | Shake It Out (The Weeknd Remix)         | 5:17 |
| 3. | Shake It Out (Benny Benassi Remix Edit) | 3:22 |
| 4. | Shake It Out (Benny Benassi Remix)      | 5:35 |

| 1. | Shake It Out                    | 4:37 |
| 2. | Shake It Out (The Weeknd Remix) | 5:17 |

## Dans la culture populaire
La chanson apparaît dans plusieurs épisodes de séries télévisées, dont Covert Affairs, Degrassi : La Nouvelle Génération et How I Met Your Mother.
Shake It Out est reprise dans le 18e épisode (Choke) de la saison 3 de la série Glee par Santana Lopez (Naya Rivera), Mercedes Jones (Amber Riley) et Tina Cohen-Chang (Jenna Ushkowitz). Le trio interprète la chanson pour le coach Beiste (Dot-Marie Jones), victime de violences conjugales. Dans sa critique de l'épisode, Emily Todd VanDerWerff de The A.V. Club estime qu'il s'agit « probablement du meilleur numéro de la soirée ». Selon Erin Strecker d'Entertainment Weekly, « cet envoutant arrangement bénéficie vraiment des parties a cappella qui donnent une autre atmosphère à la version originale de Florence + The Machine ». Michael Slezak de TVLine avoue avoir eu « des frissons lorsque le trio de divas des New Directions chantaient en harmonie face aux images de Beiste retournant auprès de son mari abusif ». Dee Lockett de Vulture classe la chanson en 14e position des cinquante meilleures prestations de l'histoire de la série. Aux États-Unis, la semaine suivant la diffusion de l'épisode, la reprise de Glee se classe en 71e place du Billboard Hot 100. Au Canada, le titre entre en 60e position du Canadian Hot 100 tandis que la version originale fait son retour dans le classement en 76e place.

### Traductions
1. ↑  « I wanted to just shake something out, shake out these regrets, shake out these things that haunt you. It was one of those songs that came in about half an hour and when you've got a hangover, it is almost like a hangover cure. »)
2. ↑  « I think I came to the studio with a bit of a hangover, and it was one of those strange days where you're not really sure where a song comes from. [Producer] Paul [Epworth] just had these chords on the organ, and they sounded optimistic and sad at the same time. And I was thinking of regrets, like, you know when you feel like you're stuck in yourself, you keep repeating certain patterns of behavior, and you kind of want to cut out that part of you and restart yourself. […] So this song was kind of like, 'Shake yourself out of it, things will be OK,'. [Because] sometimes I have to write songs for myself, reminding me to let it go. But then, the end refrain of 'What the hell' is really important as well, because you'll dance with the devil again at some point, and maybe it will be fun. I've heard he does a really good foxtrot. »
3. ↑  « Gospel-flavored pop, with churchy organ and pounding drums setting a cathartic scene for Welch's fiery singing. »
4. ↑  « Earthy drums are dressed with bells and tambourines before Flo chants 'Shake it out, shake it out, ooh-waaoah!' on the song's anthemic and dangerously addictive chorus. »
5. ↑  « Exorcism of demons and regrets with a backdrop of village church organs and ritualistic thuds and jingles courtesy of Adele hitmaker Paul Epworth. »
6. ↑  « Getting past one's troubles. »
7. ↑  « It is invigorating, from the gospel-pop therapy of “Shake It Out”. »
8. ↑  « Lying seductively against a grey backdrop dressed in a white sequinned dress teamed with lashings of red lipstick and smoky eyes. »
9. ↑  « A pitch-perfect end-of-summer anthem […] Seriously, if you can get something like this out of a hangover, more power to you. »
10. ↑  « Beginning with a sweeping organ the song quickly hits its stride, spreads its wings and settles comfortably into a stadium-sized atmosphere. »
11. ↑  « Sing-a-long-approved chorus takes over and it keeps you under its spell for the remaining three minutes. »
12. ↑  « Even more massively anthemic than the already-anthemic singles off Lungs […] She clearly has a lot of weapons at her disposal, but 'Shake It Out' reveals pure adrenaline as her most powerful. »
13. ↑  « Welch’s soul is constantly in peril here, forcing her to dance away from devils […] Swinging, jubilant single Shake It Out. »
14. ↑  « Gothic and haunting. »
15. ↑  « A rousing pop-rock number in the spirit of "Dog Days Are Over". »
16. ↑  « Welch's goth-pop allure is summed up in the chorus of the album's dramatic first single: 'It's hard to dance with the devil on your back, so shake him off.' »
17. ↑  « Announces itself with a sudden, overpowering immensity akin to sheets of ice being atomised by a ruddy great hammer. It's as though indie's self-styled Lady of Shalott has discovered how to emote through a bullhorn. »
18. ↑  « Quiet-to-loud-louder-really-quite-loud dynamic. »
19. ↑  « That you can imagine hearing it on Glee as much as NME Radio is enough to already deem this a future classic. »
20. ↑  « Instantly gratifying anthem 'Shake It Out'. »
21. ↑  « Think of a psychedelic 1920s dress party with a demonic twist. Possession meets The Great Gatsby. »
22. ↑  « We were kind of going for a sort of 'Gatsby at West Egg'-style house party but with maybe slightly ritualistic and sort of satanic undertones and séances. That was such a fun video to shoot, for me especially, because I had all my friends down there, and they all came and we all got to dress up and do a casual séance in this beautiful art-deco mansion. »
23. ↑  « The hazy cinematography and the choir-like theatrics. »
24. ↑  « Five minute technicolor blast. »
25. ↑  « Although the video feels somewhat dark and mystical, like a secret society meeting with unsettling masks and a slightly possessed Welch, the vibe is ultimately joyful and inspiring, with the party guests and Welch visibly bursting with happiness by the video's end. »
26. ↑  « The video doesn't have the clearest plot, [but] it does depict Florence Welch dancing with masked, formally attired men, a visual that sparks comparisons to the posh orgy of Stanley Kubrick's film Eyes Wide Shut, but a bacchanal does not break out. Instead, a white-dressed Welch escapes to the woods, while a red-dressed one parties inside with some seriously creepy people. 'I'm damned if I do, and I'm damned if I don't,' she sings. »